# Kuśnie
Kuśnie [pronunciación en polaco: /ˈkuɕɲe/] es un pueblo ubicado en el distrito administrativo de Gmina Sieradz, dentro del Distrito de Sieradz, Voivodato de Łódź, en Polonia central. Se encuentra aproximadamente a 9 kilómetros al suroeste de Sieradz y a 61 kilómetros al suroeste de la capital regional Łódź.